# Yong-kyu Lim
 Yong-kyu Lim  (nacido el 18 de junio de 1991) es un tenista profesional de Corea del Sur.

## Carrera
Su mejor ranking individual es el N.º 257 alcanzado el 12 de mayo de 2014, mientras que en dobles logró la posición 212 el 12 de mayo de 2014.
No ha logrado hasta el momento títulos de la categoría ATP ni de la ATP Challenger Tour, aunque sí ha obtenido varios títulos Futures tanto en individuales como en dobles.

### Copa Davis
Desde el año 2009 es participante del Equipo de Copa Davis de Corea del Sur. Tiene en esta competición un récord total de partidos ganados/perdidos de 12/9 (8/7 en individuales y 4/2 en dobles).

## Títulos; 1 (0 + 1)
| Leyenda                     | Individuales | Dobles |
| --------------------------- | ------------ | ------ |
| Grand Slam                  | 0            | 0      |
| ATP World Tour Finals       | 0            | 0      |
| ATP World Tour Másters 1000 | 0            | 0      |
| ATP World Tour 500 Series   | 0            | 0      |
| ATP World Tour 250 Series   | 0            | 0      |
| ATP Challenger Series       | 1            | 0      |

### Individuales
| N.º | Año  | Torneo              | Superficie | Oponentes en la final | Resultado |
| --- | ---- | ------------------- | ---------- | --------------------- | --------- |
| 1.  | 2010 | Challenger de Busan | Dura       | Lu Yen-hsun           | 6-1, 6-4  |